# F2RL3
F2RL3 (англ. F2R like thrombin or trypsin receptor 3) – білок, який кодується однойменним геном, розташованим у людей на короткому плечі 19-ї хромосоми. Довжина поліпептидного ланцюга білка становить 385 амінокислот, а молекулярна маса — 41 133.
| 10         |  | 20         |  | 30         |  | 40         |  | 50         |
| ---------- |  | ---------- |  | ---------- |  | ---------- |  | ---------- |
| MWGRLLLWPL |  | VLGFSLSGGT |  | QTPSVYDESG |  | STGGGDDSTP |  | SILPAPRGYP |
| GQVCANDSDT |  | LELPDSSRAL |  | LLGWVPTRLV |  | PALYGLVLVV |  | GLPANGLALW |
| VLATQAPRLP |  | STMLLMNLAA |  | ADLLLALALP |  | PRIAYHLRGQ |  | RWPFGEAACR |
| LATAALYGHM |  | YGSVLLLAAV |  | SLDRYLALVH |  | PLRARALRGR |  | RLALGLCMAA |
| WLMAAALALP |  | LTLQRQTFRL |  | ARSDRVLCHD |  | ALPLDAQASH |  | WQPAFTCLAL |
| LGCFLPLLAM |  | LLCYGATLHT |  | LAASGRRYGH |  | ALRLTAVVLA |  | SAVAFFVPSN |
| LLLLLHYSDP |  | SPSAWGNLYG |  | AYVPSLALST |  | LNSCVDPFIY |  | YYVSAEFRDK |
| VRAGLFQRSP |  | GDTVASKASA |  | EGGSRGMGTH |  | SSLLQ      |  |            |

A: Аланін

C: Цистеїн

D: Аспарагінова кислота

E: Глутамінова кислота

F: Фенілаланін

G: Гліцин

H: Гістидин

I: Ізолейцин

K: Лізин

L: Лейцин

M: Метіонін

N: Аспарагін

P: Пролін

Q: Глутамін

R: Аргінін

S: Серин

T: Треонін

V: Валін

W: Триптофан

Кодований геном білок за функціями належить до рецепторів, g-білокспряжених рецепторів, білків внутрішньоклітинного сигналінгу. 
Задіяний у таких біологічних процесах, як зсідання крові, гемостаз. 
Локалізований у клітинній мембрані, мембрані.